# المرابطين (سعادة)
المرابطين هي إحدى مشيخات المملكة المغربية، تتبع جغرافيا لعمالة مراكش وإداريًا لسعادة. يقدر عدد سكانها بـ 19841 نسمة حسب الإحصاء الرسمي للسكان والسكنى لسنة 2004.